# Prozodia semantyczna
Prozodia semantyczna – relacja pomiędzy wyrazem a słowami najczęściej z nim używanymi. Jest ona nierozłącznie związana z kolokacjami. Według definicji Karen Korning, jest to tendencja form leksykalnych do kolokowania się z wyrazami, które mają konotacje negatywne, pozytywne i neutralne. Dlatego wyróżnia się prozodię negatywną, pozytywną i neutralną, albo też, według Alana Partingtona, niekorzystną, korzystną i neutralną. Tak więc prozodię semantyczną wyrazu określa się zazwyczaj w skali pozytywna-negatywna według cech jego najczęściej występujących kolokacji.

## Przykłady
Jako przykład prozodii semantycznej może posłużyć wyraz elderly, używany w języku angielskim. Badania nad nim wykazały, iż występując jako rzeczownik (osoba w podeszłym wieku) słowo to ma bardziej negatywną prozodię semantyczną niż gdy pełni rolę przymiotnika (starszy). Dlatego badania nad prozodią semantyczną są bardzo istotne dla społecznie zorientowanych analityków dyskursu.
Podobnie wyrazy cause (ang. powodować) czy też commit (ang. popełniać) odznacza się silnie negatywną prozodią semantyczną. Podobnie w języku polskim powodować i popełniać  mają negatywną prozodię semantyczną, ponieważ łączą się z wyrazami, które mają negatywne znaczenie. Na przykład, powodować kolokuje się z takimi wyrazami jak straty, kłopoty, ryzyko, natomiast popełniać łączy się wyrazami błąd, przestępstwo, samobójstwo, itd., które mają mocne konotacje negatywne.

## Definicje i zastosowanie
Pojęcie prozodii semantycznej zostało po raz pierwszy użyte przez Billa Louwa w 1993 roku, który zdefiniował ją jako „powtarzającą się konsekwentnie aurę znaczeniową, którą dane słowo zostaje przepojone przez swoje kolokaty”. Na związek wyrazów zwraca uwagę również John Sinclair: prozodią semantyczną według niego jest „szczególne znaczenie wyrazów, które związane jest raczej z współwystępowaniem słów i jego przyczyną niż z ich znaczeniem słownikowym”.
Późniejsze definicje dotyczą relacji między prozodią semantyczną a kolokacjami. Na przykład Richard Xiao i Tony McEnry zaznaczają, że „konotacje mogą być związane z kolokacjami bądź nie, podczas gdy prozodia semantyczna jest zawsze związana z kolokacjami”.
Alan Partington podkreślił ewaluacyjny charakter prozodii semantycznej, natomiast Michael Stubbs zwrócił uwagę na to, jaką rolę odgrywa prozodia w utrzymywaniu koherencji w tekście. Geoffrey Leech i  Ulrike Oster definiują prozodię, skupiając się na tym, jak cechy jednego wyrazu mają wpływ na inny, kiedy często występują razem. Barbara Lewandowska-Tomaszczyk twierdzi, że niektóre konstrukcje gramatyczne również oddziałują jedna na drugą.
Najszerszym zastosowaniem prozodii semantycznej jest „opis prozodii konkretnych słów lub ich zbiorów”. Wiedzę dotyczącą prozodii semantycznej określonych słów wykorzystuje się przy opisie działania i funkcjonowania w języku określonych jednostek leksykalnych. Prozodia również jest używana do przewidywania zachowań użytkowników języka.